# Aguada

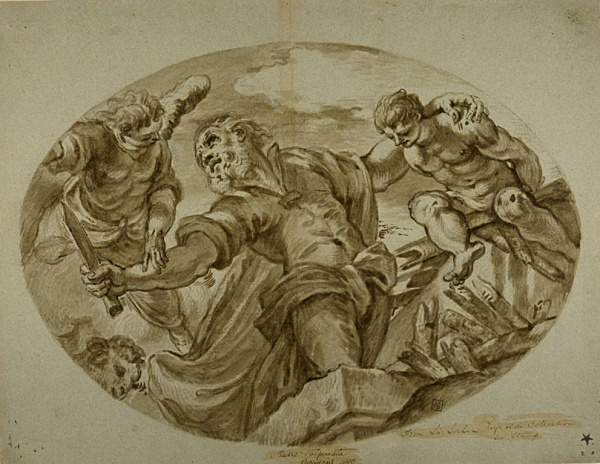
Pedro de Valpuesta, El sacrificio de Isaac, hacia 1656, dibujo a pluma y aguada. Instituto de Arte de Chicago.

La aguada es una técnica pictórica que consiste en mezclar en distintas cantidades de agua o alcohol diversas tintas, consiguiendo tonalidades más espesas que la acuarela. Definida en algunos manuales básicos como «un tipo de temple», e identificada actualmente con la técnica del «gouache» y la témpera, su práctica se originó en la labor de los ilustradores y miniaturistas a partir de la Edad Media, gracias a la mejora de calidad de varios tipos de papel.[cita requerida] Fue mencionada por el renacentista Cennino Cennini en su tratado sobre pintura, datado en el año 1437. Los principales museos de arte del mundo conservan ejemplos de pintores de la talla de Rembrandt, Francisco de Goya, Blake, y más recientemente por artistas como Picasso, y su mayor proyección en la calidad y la producción se produjo en el Extremo Oriente, en especial en China y Japón.

## Técnica
La técnica de la aguada (o ‘a la aguada’) permite la utilización de una amplia gama cromática a partir de un único color de base (normalmente negro o sepia, o colores ocres y verdosos), mediante difuminaciones. Se aplica normalmente con pincel. La dificultad y belleza de esta técnica, dependen de la habilidad para diluir correctamente la tinta y plasmar sobre el dibujo las distintas gamas, variando entre la luz intensa y la sombra total. Tradicionalmente se utilizan los colores de la acuarela, pero con un mayor protagonismo del color blanco, «interviniendo en la preparación de todos los demás», y contribuyendo así a la opacidad característica de la aguada. También, sobre todo en oriente, se utiliza la tinta china, aunque ésta resulta menos dúctil (produce saltos o cortados en el tono del degradado). Hay que empezar pintando lo más brillante y yendo sucesivamente hacia lo oscuro, ya que las capas se superponen unas encima de otras. Guarda en común con la acuarela, además, el papel, que debe tener el grosor suficiente para no combarse, aunque también puede pintarse sobre cartón (previamente encolado), e incluso sobre lienzo o tabla, «con preparaciones de cola». También se llama así a la pintura realizada con esta técnica.